# Toán học Trung Quốc
Toán học ở Trung Quốc bắt đầu phát triển vào thế kỷ 11 TCN.  Trung Quốc phát minh các số rất lớn, số âm, số thập phân, một hệ thống số hệ thập phân, hệ nhị phân, đại số, hình học và lượng giác.
Các nhà toán học Trung Quốc cổ đại đã có những tiến bộ trong phát triển thuật toán và đại số. Trong khi toán học Hy Lạp đã từ chối ở phương Tây trong thời trung cổ, thành tựu đạt được của đại số Trung Quốc đã đến đỉnh cao của nó vào thế kỷ 13, khi Chu Thế Kiệt phát minh ra phương pháp bốn ẩn số.
Do các rào cản ngôn ngữ và địa lý rõ ràng, cũng như nội dung, toán học Trung Quốc và toán học của thế giới Địa Trung Hải cổ đại được cho là đã phát triển nhiều hay ít độc lập cho đến khi mà Cửu chương toán thuật đạt đến dạng cuối cùng, trong khi Sách về số và tính toán và Hoài Nam Tử gần như đương đại với toán học Hy Lạp cổ đại. Một số trao đổi ý tưởng trên khắp châu Á thông qua trao đổi văn hoá đã biết từ ít nhất là thời La Mã. Thường thì các yếu tố của toán học của các xã hội sớm tương ứng với những kết quả thô sơ sau này được tìm thấy trong các ngành toán học hiện đại như hình học hoặc lý thuyết số. Các Định lý Pytago, đã được chứng thực cho thời của Chu Công Đán. Kiến thức về tam giác Pascal cũng đã được chứng minh đã tồn tại ở Trung Quốc hàng thế kỷ trước Pascal ra đời.